# Lista di asteroidi (225001-226000)
Di seguito una lista di asteroidi dal numero 225001 al 226000 con data di scoperta e scopritore.

## 225001-225100
| Nome               | Designazione provvisoria | Data di scoperta | Scopritore                    |
| ------------------ | ------------------------ | ---------------- | ----------------------------- |
| 225001 -           | 2007 EL149               | 12 marzo 2007    | Mount Lemmon Survey           |
| 225002 -           | 2007 ED154               | 12 marzo 2007    | Spacewatch                    |
| 225003 -           | 2007 EC165               | 15 marzo 2007    | LINEAR                        |
| 225004 -           | 2007 EM166               | 11 marzo 2007    | CSS                           |
| 225005 -           | 2007 EW166               | 11 marzo 2007    | Mount Lemmon Survey           |
| 225006 -           | 2007 EB167               | 11 marzo 2007    | Spacewatch                    |
| 225007 -           | 2007 EJ167               | 12 marzo 2007    | Spacewatch                    |
| 225008 -           | 2007 EL167               | 12 marzo 2007    | CSS                           |
| 225009 -           | 2007 ED169               | 13 marzo 2007    | Spacewatch                    |
| 225010 -           | 2007 EA181               | 14 marzo 2007    | Spacewatch                    |
| 225011 -           | 2007 EV181               | 14 marzo 2007    | Spacewatch                    |
| 225012 -           | 2007 EP184               | 12 marzo 2007    | Crni Vrh                      |
| 225013 -           | 2007 EQ188               | 13 marzo 2007    | Mount Lemmon Survey           |
| 225014 -           | 2007 ET188               | 13 marzo 2007    | Mount Lemmon Survey           |
| 225015 -           | 2007 EG196               | 15 marzo 2007    | Spacewatch                    |
| 225016 -           | 2007 EE202               | 9 marzo 2007     | Spacewatch                    |
| 225017 -           | 2007 EB204               | 10 marzo 2007    | Mount Lemmon Survey           |
| 225018 -           | 2007 EJ206               | 13 marzo 2007    | LONEOS                        |
| 225019 -           | 2007 EO214               | 10 marzo 2007    | Mount Lemmon Survey           |
| 225020 -           | 2007 EX218               | 12 marzo 2007    | Spacewatch                    |
| 225021 -           | 2007 FL                  | 16 marzo 2007    | Mount Lemmon Survey           |
| 225022 -           | 2007 FB12                | 17 marzo 2007    | LINEAR                        |
| 225023 -           | 2007 FF15                | 16 marzo 2007    | Spacewatch                    |
| 225024 -           | 2007 FK15                | 17 marzo 2007    | LONEOS                        |
| 225025 -           | 2007 FX18                | 20 marzo 2007    | Mount Lemmon Survey           |
| 225026 -           | 2007 FB20                | 20 marzo 2007    | LONEOS                        |
| 225027 -           | 2007 FE21                | 20 marzo 2007    | Mount Lemmon Survey           |
| 225028 -           | 2007 FU22                | 20 marzo 2007    | Spacewatch                    |
| 225029 -           | 2007 FU24                | 20 marzo 2007    | Mount Lemmon Survey           |
| 225030 -           | 2007 FN25                | 20 marzo 2007    | Spacewatch                    |
| 225031 -           | 2007 FA26                | 20 marzo 2007    | Mount Lemmon Survey           |
| 225032 -           | 2007 FH29                | 20 marzo 2007    | Mount Lemmon Survey           |
| 225033 Maskoliunas | 2007 FM35                | 23 marzo 2007    | Moletai                       |
| 225034 -           | 2007 FY39                | 17 marzo 2007    | LONEOS                        |
| 225035 -           | 2007 FB42                | 26 marzo 2007    | Mount Lemmon Survey           |
| 225036 -           | 2007 FJ42                | 26 marzo 2007    | Mount Lemmon Survey           |
| 225037 -           | 2007 FR43                | 16 marzo 2007    | Mount Lemmon Survey           |
| 225038 -           | 2007 GT2                 | 7 aprile 2007    | Mount Lemmon Survey           |
| 225039 -           | 2007 GY4                 | 11 aprile 2007   | Yeung, W. K. Y.               |
| 225040 -           | 2007 GO5                 | 14 aprile 2007   | Jarnac                        |
| 225041 -           | 2007 GR7                 | 7 aprile 2007    | Mount Lemmon Survey           |
| 225042 -           | 2007 GQ9                 | 8 aprile 2007    | Siding Spring Survey          |
| 225043 -           | 2007 GN11                | 11 aprile 2007   | Spacewatch                    |
| 225044 -           | 2007 GT14                | 11 aprile 2007   | Spacewatch                    |
| 225045 -           | 2007 GE16                | 11 aprile 2007   | Spacewatch                    |
| 225046 -           | 2007 GY16                | 11 aprile 2007   | Spacewatch                    |
| 225047 -           | 2007 GN18                | 11 aprile 2007   | Spacewatch                    |
| 225048 -           | 2007 GV18                | 11 aprile 2007   | Spacewatch                    |
| 225049 -           | 2007 GV24                | 11 aprile 2007   | Siding Spring Survey          |
| 225050 -           | 2007 GF41                | 14 aprile 2007   | Spacewatch                    |
| 225051 -           | 2007 GN41                | 14 aprile 2007   | Spacewatch                    |
| 225052 -           | 2007 GV45                | 14 aprile 2007   | Spacewatch                    |
| 225053 -           | 2007 GP58                | 15 aprile 2007   | Mount Lemmon Survey           |
| 225054 -           | 2007 GY61                | 15 aprile 2007   | CSS                           |
| 225055 -           | 2007 GE73                | 15 aprile 2007   | CSS                           |
| 225056 -           | 2007 GL73                | 15 aprile 2007   | CSS                           |
| 225057 -           | 2007 HK                  | 16 aprile 2007   | Ries, W.                      |
| 225058 -           | 2007 HG3                 | 16 aprile 2007   | Mount Lemmon Survey           |
| 225059 -           | 2007 HJ3                 | 16 aprile 2007   | CSS                           |
| 225060 -           | 2007 HG4                 | 16 aprile 2007   | Yeung, W. K. Y.               |
| 225061 -           | 2007 HV10                | 18 aprile 2007   | Mount Lemmon Survey           |
| 225062 -           | 2007 HS11                | 18 aprile 2007   | Mount Lemmon Survey           |
| 225063 -           | 2007 HG16                | 20 aprile 2007   | LUSS                          |
| 225064 -           | 2007 HS27                | 18 aprile 2007   | Spacewatch                    |
| 225065 -           | 2007 HE33                | 19 aprile 2007   | Mount Lemmon Survey           |
| 225066 -           | 2007 HN44                | 16 aprile 2007   | CSS                           |
| 225067 -           | 2007 HR47                | 20 aprile 2007   | Spacewatch                    |
| 225068 -           | 2007 HE59                | 18 aprile 2007   | Mount Lemmon Survey           |
| 225069 -           | 2007 HM60                | 20 aprile 2007   | Mount Lemmon Survey           |
| 225070 -           | 2007 HM62                | 22 aprile 2007   | Mount Lemmon Survey           |
| 225071 -           | 2007 HE70                | 25 aprile 2007   | Hönig, S. F., Teamo, N.       |
| 225072 -           | 2007 HT84                | 22 aprile 2007   | Spacewatch                    |
| 225073 -           | 2007 HK90                | 23 aprile 2007   | CSS                           |
| 225074 -           | 2007 HH91                | 18 aprile 2007   | Mount Lemmon Survey           |
| 225075 -           | 2007 HT95                | 19 aprile 2007   | Mount Lemmon Survey           |
| 225076 Vallemare   | 2007 JT2                 | 8 maggio 2007    | Casulli, V. S.                |
| 225077 -           | 2007 JA4                 | 7 maggio 2007    | Spacewatch                    |
| 225078 -           | 2007 JM4                 | 7 maggio 2007    | CSS                           |
| 225079 -           | 2007 JF19                | 10 maggio 2007   | Spacewatch                    |
| 225080 -           | 2007 JA23                | 13 maggio 2007   | Hönig, S. F., Teamo, N.       |
| 225081 -           | 2007 JH25                | 9 maggio 2007    | Mount Lemmon Survey           |
| 225082 -           | 2007 JL28                | 10 maggio 2007   | Mount Lemmon Survey           |
| 225083 -           | 2007 KZ5                 | 24 maggio 2007   | Mount Lemmon Survey           |
| 225084 -           | 2007 KK6                 | 25 maggio 2007   | Mount Lemmon Survey           |
| 225085 -           | 2007 LB1                 | 8 giugno 2007    | Spacewatch                    |
| 225086 -           | 2007 LB3                 | 8 giugno 2007    | Spacewatch                    |
| 225087 -           | 2007 LZ8                 | 8 giugno 2007    | CSS                           |
| 225088 Gonggong    | 2007 OR10                | 17 luglio 2007   | Schwamb, M. E., Brown, M. E., |
| 225089 -           | 2007 PG28                | 14 agosto 2007   | BATTeRS                       |
| 225090 -           | 2007 TH10                | 6 ottobre 2007   | LINEAR                        |
| 225091 -           | 2007 TJ350               | 14 ottobre 2007  | Mount Lemmon Survey           |
| 225092 -           | 2008 AW27                | 10 gennaio 2008  | Mount Lemmon Survey           |
| 225093 -           | 2008 AF115               | 10 gennaio 2008  | Mount Lemmon Survey           |
| 225094 -           | 2008 CU25                | 1 febbraio 2008  | Spacewatch                    |
| 225095 -           | 2008 CD140               | 8 febbraio 2008  | Spacewatch                    |
| 225096 -           | 2008 DU                  | 24 febbraio 2008 | Sárneczky, K.                 |
| 225097 -           | 2008 DX14                | 26 febbraio 2008 | Mount Lemmon Survey           |
| 225098 -           | 2008 DB16                | 27 febbraio 2008 | Spacewatch                    |
| 225099 -           | 2008 DM32                | 27 febbraio 2008 | Spacewatch                    |
| 225100 -           | 2008 DE35                | 27 febbraio 2008 | Spacewatch                    |

## 225101-225200
| Nome     | Designazione provvisoria | Data di scoperta | Scopritore          |
| -------- | ------------------------ | ---------------- | ------------------- |
| 225101 - | 2008 DS35                | 27 febbraio 2008 | Spacewatch          |
| 225102 - | 2008 DD39                | 27 febbraio 2008 | Mount Lemmon Survey |
| 225103 - | 2008 DL40                | 27 febbraio 2008 | Spacewatch          |
| 225104 - | 2008 DZ66                | 29 febbraio 2008 | Spacewatch          |
| 225105 - | 2008 DX67                | 29 febbraio 2008 | Spacewatch          |
| 225106 - | 2008 DN68                | 29 febbraio 2008 | Spacewatch          |
| 225107 - | 2008 DD69                | 29 febbraio 2008 | Spacewatch          |
| 225108 - | 2008 DQ69                | 29 febbraio 2008 | Spacewatch          |
| 225109 - | 2008 DC76                | 28 febbraio 2008 | Mount Lemmon Survey |
| 225110 - | 2008 DP82                | 28 febbraio 2008 | Spacewatch          |
| 225111 - | 2008 ED                  | 1 marzo 2008     | Mount Lemmon Survey |
| 225112 - | 2008 EH4                 | 2 marzo 2008     | Spacewatch          |
| 225113 - | 2008 EL9                 | 9 marzo 2008     | LINEAR              |
| 225114 - | 2008 EY14                | 1 marzo 2008     | Spacewatch          |
| 225115 - | 2008 EY41                | 4 marzo 2008     | Spacewatch          |
| 225116 - | 2008 EE45                | 5 marzo 2008     | Spacewatch          |
| 225117 - | 2008 EX45                | 5 marzo 2008     | Spacewatch          |
| 225118 - | 2008 EF76                | 7 marzo 2008     | Mount Lemmon Survey |
| 225119 - | 2008 EV77                | 7 marzo 2008     | Spacewatch          |
| 225120 - | 2008 EE82                | 5 marzo 2008     | LINEAR              |
| 225121 - | 2008 ES100               | 6 marzo 2008     | Mount Lemmon Survey |
| 225122 - | 2008 EK123               | 9 marzo 2008     | Spacewatch          |
| 225123 - | 2008 EV131               | 11 marzo 2008    | Spacewatch          |
| 225124 - | 2008 EZ134               | 11 marzo 2008    | Spacewatch          |
| 225125 - | 2008 EP137               | 11 marzo 2008    | Spacewatch          |
| 225126 - | 2008 EE149               | 3 marzo 2008     | Spacewatch          |
| 225127 - | 2008 FP10                | 26 marzo 2008    | Spacewatch          |
| 225128 - | 2008 FH40                | 28 marzo 2008    | Spacewatch          |
| 225129 - | 2008 FR55                | 28 marzo 2008    | Mount Lemmon Survey |
| 225130 - | 2008 FK59                | 29 marzo 2008    | Spacewatch          |
| 225131 - | 2008 FF67                | 28 marzo 2008    | Spacewatch          |
| 225132 - | 2008 FC68                | 28 marzo 2008    | Mount Lemmon Survey |
| 225133 - | 2008 FK69                | 28 marzo 2008    | Mount Lemmon Survey |
| 225134 - | 2008 FJ70                | 28 marzo 2008    | Spacewatch          |
| 225135 - | 2008 FC79                | 27 marzo 2008    | Mount Lemmon Survey |
| 225136 - | 2008 FT94                | 29 marzo 2008    | Spacewatch          |
| 225137 - | 2008 FW94                | 29 marzo 2008    | Spacewatch          |
| 225138 - | 2008 FT98                | 30 marzo 2008    | CSS                 |
| 225139 - | 2008 FY99                | 30 marzo 2008    | Spacewatch          |
| 225140 - | 2008 FC101               | 30 marzo 2008    | Spacewatch          |
| 225141 - | 2008 FX102               | 30 marzo 2008    | Spacewatch          |
| 225142 - | 2008 FE107               | 31 marzo 2008    | Spacewatch          |
| 225143 - | 2008 FW123               | 29 marzo 2008    | Spacewatch          |
| 225144 - | 2008 FT128               | 29 marzo 2008    | Mount Lemmon Survey |
| 225145 - | 2008 GC                  | 1 aprile 2008    | Jarnac              |
| 225146 - | 2008 GQ1                 | 2 aprile 2008    | OAM                 |
| 225147 - | 2008 GQ8                 | 1 aprile 2008    | Mount Lemmon Survey |
| 225148 - | 2008 GC23                | 1 aprile 2008    | Mount Lemmon Survey |
| 225149 - | 2008 GV23                | 1 aprile 2008    | Mount Lemmon Survey |
| 225150 - | 2008 GR46                | 4 aprile 2008    | Spacewatch          |
| 225151 - | 2008 GN47                | 4 aprile 2008    | Spacewatch          |
| 225152 - | 2008 GB52                | 5 aprile 2008    | Mount Lemmon Survey |
| 225153 - | 2008 GK64                | 5 aprile 2008    | Spacewatch          |
| 225154 - | 2008 GK65                | 6 aprile 2008    | Spacewatch          |
| 225155 - | 2008 GO65                | 6 aprile 2008    | Spacewatch          |
| 225156 - | 2008 GG67                | 6 aprile 2008    | Spacewatch          |
| 225157 - | 2008 GP69                | 6 aprile 2008    | Mount Lemmon Survey |
| 225158 - | 2008 GP77                | 7 aprile 2008    | Spacewatch          |
| 225159 - | 2008 GF83                | 8 aprile 2008    | Spacewatch          |
| 225160 - | 2008 GL96                | 8 aprile 2008    | Spacewatch          |
| 225161 - | 2008 GS97                | 8 aprile 2008    | Spacewatch          |
| 225162 - | 2008 GY99                | 9 aprile 2008    | Spacewatch          |
| 225163 - | 2008 GH102               | 10 aprile 2008   | Spacewatch          |
| 225164 - | 2008 GC114               | 9 aprile 2008    | Spacewatch          |
| 225165 - | 2008 GZ117               | 11 aprile 2008   | Mount Lemmon Survey |
| 225166 - | 2008 GF119               | 11 aprile 2008   | Spacewatch          |
| 225167 - | 2008 GR121               | 13 aprile 2008   | Spacewatch          |
| 225168 - | 2008 GN129               | 3 aprile 2008    | Spacewatch          |
| 225169 - | 2008 GK130               | 5 aprile 2008    | Spacewatch          |
| 225170 - | 2008 GA141               | 14 aprile 2008   | Spacewatch          |
| 225171 - | 2008 HC1                 | 24 aprile 2008   | Spacewatch          |
| 225172 - | 2008 HC3                 | 25 aprile 2008   | Spacewatch          |
| 225173 - | 2008 HW3                 | 28 aprile 2008   | OAM                 |
| 225174 - | 2008 HO5                 | 24 aprile 2008   | Spacewatch          |
| 225175 - | 2008 HG11                | 24 aprile 2008   | Spacewatch          |
| 225176 - | 2008 HV18                | 26 aprile 2008   | Mount Lemmon Survey |
| 225177 - | 2008 HP32                | 29 aprile 2008   | Mount Lemmon Survey |
| 225178 - | 2008 HL33                | 25 aprile 2008   | Spacewatch          |
| 225179 - | 2008 HF35                | 28 aprile 2008   | Spacewatch          |
| 225180 - | 2008 HN38                | 25 aprile 2008   | Mount Lemmon Survey |
| 225181 - | 2008 HB39                | 26 aprile 2008   | Mount Lemmon Survey |
| 225182 - | 2008 HU45                | 28 aprile 2008   | Spacewatch          |
| 225183 - | 2008 HO46                | 28 aprile 2008   | Spacewatch          |
| 225184 - | 2008 HX54                | 29 aprile 2008   | Spacewatch          |
| 225185 - | 2008 HC56                | 29 aprile 2008   | Spacewatch          |
| 225186 - | 2008 HQ58                | 30 aprile 2008   | Spacewatch          |
| 225187 - | 2008 HM60                | 28 aprile 2008   | Mount Lemmon Survey |
| 225188 - | 2008 HG61                | 30 aprile 2008   | Spacewatch          |
| 225189 - | 2008 HG62                | 30 aprile 2008   | Spacewatch          |
| 225190 - | 2008 HG63                | 29 aprile 2008   | Mount Lemmon Survey |
| 225191 - | 2008 JZ1                 | 2 maggio 2008    | Mount Lemmon Survey |
| 225192 - | 2008 JX5                 | 1 maggio 2008    | CSS                 |
| 225193 - | 2008 JC12                | 3 maggio 2008    | Spacewatch          |
| 225194 - | 2008 JO12                | 3 maggio 2008    | Spacewatch          |
| 225195 - | 2008 JY13                | 6 maggio 2008    | Mount Lemmon Survey |
| 225196 - | 2008 JK17                | 3 maggio 2008    | Mount Lemmon Survey |
| 225197 - | 2008 JW18                | 5 maggio 2008    | Mount Lemmon Survey |
| 225198 - | 2008 JR25                | 8 maggio 2008    | Spacewatch          |
| 225199 - | 2008 JK28                | 8 maggio 2008    | Spacewatch          |
| 225200 - | 2008 JT34                | 15 maggio 2008   | Spacewatch          |

## 225201-225300
| Nome                  | Designazione provvisoria | Data di scoperta  | Scopritore                                                |
| --------------------- | ------------------------ | ----------------- | --------------------------------------------------------- |
| 225201 -              | 2008 KT7                 | 27 maggio 2008    | Spacewatch                                                |
| 225202 -              | 2008 KE25                | 29 maggio 2008    | Mount Lemmon Survey                                       |
| 225203 -              | 2008 KM36                | 29 maggio 2008    | Mount Lemmon Survey                                       |
| 225204 -              | 2008 KN39                | 30 maggio 2008    | Spacewatch                                                |
| 225205 -              | 2008 KO41                | 31 maggio 2008    | Spacewatch                                                |
| 225206 -              | 2008 LP                  | 1 giugno 2008     | Mount Lemmon Survey                                       |
| 225207 -              | 2008 LG12                | 8 giugno 2008     | Spacewatch                                                |
| 225208 -              | 2008 NM1                 | 4 luglio 2008     | Kugel, F.                                                 |
| 225209 -              | 2008 OT20                | 29 luglio 2008    | Spacewatch                                                |
| 225210 -              | 2008 QB31                | 30 agosto 2008    | LINEAR                                                    |
| 225211 -              | 2008 QG42                | 23 agosto 2008    | Spacewatch                                                |
| 225212 -              | 2008 RF25                | 3 settembre 2008  | Tucker, R. A.                                             |
| 225213 -              | 2008 RJ27                | 8 settembre 2008  | Kugel, F.                                                 |
| 225214 -              | 2008 RM58                | 3 settembre 2008  | Spacewatch                                                |
| 225215 -              | 2008 RB65                | 4 settembre 2008  | Spacewatch                                                |
| 225216 -              | 2008 RV76                | 6 settembre 2008  | CSS                                                       |
| 225217 -              | 2008 RA83                | 4 settembre 2008  | Spacewatch                                                |
| 225218 -              | 2008 RD95                | 7 settembre 2008  | Mount Lemmon Survey                                       |
| 225219 -              | 2008 RO126               | 4 settembre 2008  | Spacewatch                                                |
| 225220 -              | 2008 RX128               | 5 settembre 2008  | Spacewatch                                                |
| 225221 -              | 2008 SN22                | 19 settembre 2008 | Spacewatch                                                |
| 225222 -              | 2008 SP32                | 20 settembre 2008 | Spacewatch                                                |
| 225223 -              | 2008 SV36                | 20 settembre 2008 | Mount Lemmon Survey                                       |
| 225224 -              | 2008 SH41                | 20 settembre 2008 | CSS                                                       |
| 225225 Ninagrunewald  | 2008 SZ82                | 26 settembre 2008 | Apitzsch, R.                                              |
| 225226 -              | 2008 SH213               | 29 settembre 2008 | Mount Lemmon Survey                                       |
| 225227 -              | 2008 TO65                | 2 ottobre 2008    | CSS                                                       |
| 225228 -              | 2008 TE92                | 4 ottobre 2008    | OAM                                                       |
| 225229 -              | 2008 TB149               | 9 ottobre 2008    | Mount Lemmon Survey                                       |
| 225230 -              | 2008 UX4                 | 25 ottobre 2008   | Hobart, J.                                                |
| 225231 -              | 2009 HE12                | 18 aprile 2009    | Sárneczky, K.                                             |
| 225232 Kircheva       | 2009 OD2                 | 21 luglio 2009    | Fratev, F.                                                |
| 225233 -              | 2009 OJ3                 | 20 luglio 2009    | OAM                                                       |
| 225234 -              | 2009 PB1                 | 12 agosto 2009    | LINEAR                                                    |
| 225235 -              | 2009 PJ12                | 15 agosto 2009    | CSS                                                       |
| 225236 -              | 2009 PP14                | 15 agosto 2009    | Spacewatch                                                |
| 225237 -              | 2009 PV15                | 15 agosto 2009    | Spacewatch                                                |
| 225238 Hristobotev    | 2009 QJ5                 | 17 agosto 2009    | Fratev, F.                                                |
| 225239 Ruthproell     | 2009 QG8                 | 19 agosto 2009    | Apitzsch, R.                                              |
| 225240 -              | 2009 QY8                 | 20 agosto 2009    | Molnar, L. A.                                             |
| 225241 -              | 2009 QO13                | 16 agosto 2009    | Spacewatch                                                |
| 225242 -              | 2009 QL14                | 16 agosto 2009    | Spacewatch                                                |
| 225243 -              | 2009 QU22                | 20 agosto 2009    | OAM                                                       |
| 225244 -              | 2009 QE27                | 23 agosto 2009    | Kugel, F.                                                 |
| 225245 -              | 2009 QC28                | 19 agosto 2009    | Spacewatch                                                |
| 225246 -              | 2009 QX28                | 23 agosto 2009    | OAM                                                       |
| 225247 -              | 2009 QY32                | 24 agosto 2009    | Crni Vrh                                                  |
| 225248 -              | 2009 QJ33                | 24 agosto 2009    | OAM                                                       |
| 225249 -              | 2009 QT33                | 26 agosto 2009    | Zvezdno Obshtestvo                                        |
| 225250 Georgfranziska | 2009 QU36                | 30 agosto 2009    | Karge, S., Zimmer, U.                                     |
| 225251 -              | 2009 QF44                | 27 agosto 2009    | Spacewatch                                                |
| 225252 -              | 2009 QQ47                | 28 agosto 2009    | OAM                                                       |
| 225253 -              | 2009 RP1                 | 11 settembre 2009 | OAM                                                       |
| 225254 Flury          | 2009 RL2                 | 10 settembre 2009 | Busch, M., Kresken, R.                                    |
| 225255 -              | 2009 RA3                 | 10 settembre 2009 | CSS                                                       |
| 225256 -              | 2009 RO3                 | 12 settembre 2009 | LINEAR                                                    |
| 225257 -              | 2009 RJ5                 | 10 settembre 2009 | CSS                                                       |
| 225258 -              | 2009 RL16                | 12 settembre 2009 | Spacewatch                                                |
| 225259 -              | 2009 RH17                | 12 settembre 2009 | Spacewatch                                                |
| 225260 -              | 2009 RK17                | 12 settembre 2009 | Spacewatch                                                |
| 225261 -              | 2009 RC24                | 15 settembre 2009 | Spacewatch                                                |
| 225262 -              | 2009 RX26                | 12 settembre 2009 | Spacewatch                                                |
| 225263 -              | 2009 RQ30                | 14 settembre 2009 | Spacewatch                                                |
| 225264 -              | 2009 RT34                | 14 settembre 2009 | Spacewatch                                                |
| 225265 -              | 2009 RD47                | 15 settembre 2009 | Spacewatch                                                |
| 225266 -              | 2009 RN47                | 15 settembre 2009 | Spacewatch                                                |
| 225267 -              | 2009 RS47                | 15 settembre 2009 | Spacewatch                                                |
| 225268 -              | 2009 RT47                | 15 settembre 2009 | Spacewatch                                                |
| 225269 -              | 2009 SO15                | 19 settembre 2009 | BATTeRS                                                   |
| 225270 -              | 2009 SF30                | 16 settembre 2009 | Spacewatch                                                |
| 225271 -              | 2009 SO61                | 17 settembre 2009 | Spacewatch                                                |
| 225272 -              | 2009 SE76                | 17 settembre 2009 | Spacewatch                                                |
| 225273 -              | 2128 P-L                 | 26 settembre 1960 | van Houten, C. J., van Houten-Groeneveld, I., Gehrels, T. |
| 225274 -              | 6781 P-L                 | 24 settembre 1960 | van Houten, C. J., van Houten-Groeneveld, I., Gehrels, T. |
| 225275 -              | 6890 P-L                 | 24 settembre 1960 | van Houten, C. J., van Houten-Groeneveld, I., Gehrels, T. |
| 225276 Leïtos         | 1436 T-2                 | 29 settembre 1973 | van Houten, C. J., van Houten-Groeneveld, I., Gehrels, T. |
| 225277 Stino          | 1960 SN                  | 24 settembre 1960 | Schmadel, L. D., Stoss, R. M.                             |
| 225278 -              | 1981 DW1                 | 28 febbraio 1981  | Bus, S. J.                                                |
| 225279 -              | 1991 VY10                | 5 novembre 1991   | Spacewatch                                                |
| 225280 -              | 1993 FL17                | 17 marzo 1993     | UESAC                                                     |
| 225281 -              | 1993 FL35                | 19 marzo 1993     | UESAC                                                     |
| 225282 -              | 1993 RS7                 | 15 settembre 1993 | Elst, E. W.                                               |
| 225283 -              | 1994 GB5                 | 6 aprile 1994     | Spacewatch                                                |
| 225284 -              | 1994 JK6                 | 4 maggio 1994     | Spacewatch                                                |
| 225285 -              | 1994 JT6                 | 4 maggio 1994     | Spacewatch                                                |
| 225286 -              | 1994 PD5                 | 10 agosto 1994    | Elst, E. W.                                               |
| 225287 -              | 1994 RJ8                 | 12 settembre 1994 | Spacewatch                                                |
| 225288 -              | 1994 RT17                | 3 settembre 1994  | Elst, E. W.                                               |
| 225289 -              | 1994 SK10                | 28 settembre 1994 | Spacewatch                                                |
| 225290 -              | 1994 WK4                 | 26 novembre 1994  | Spacewatch                                                |
| 225291 -              | 1995 DV6                 | 24 febbraio 1995  | Spacewatch                                                |
| 225292 -              | 1995 DS7                 | 24 febbraio 1995  | Spacewatch                                                |
| 225293 -              | 1995 FF7                 | 24 marzo 1995     | Spacewatch                                                |
| 225294 -              | 1995 QA6                 | 22 agosto 1995    | Spacewatch                                                |
| 225295 -              | 1995 SH13                | 18 settembre 1995 | Spacewatch                                                |
| 225296 -              | 1995 SQ67                | 18 settembre 1995 | Spacewatch                                                |
| 225297 -              | 1995 UB2                 | 21 ottobre 1995   | Spacewatch                                                |
| 225298 -              | 1995 UM16                | 17 ottobre 1995   | Spacewatch                                                |
| 225299 -              | 1995 UV17                | 18 ottobre 1995   | Spacewatch                                                |
| 225300 -              | 1995 UX76                | 22 ottobre 1995   | Spacewatch                                                |

## 225301-225400
| Nome                | Designazione provvisoria | Data di scoperta  | Scopritore      |
| ------------------- | ------------------------ | ----------------- | --------------- |
| 225301 -            | 1995 VG9                 | 14 novembre 1995  | Spacewatch      |
| 225302 -            | 1995 VU9                 | 15 novembre 1995  | Spacewatch      |
| 225303 -            | 1995 VZ13                | 15 novembre 1995  | Spacewatch      |
| 225304 -            | 1995 WH8                 | 19 novembre 1995  | AMOS            |
| 225305 -            | 1995 XX3                 | 14 dicembre 1995  | Spacewatch      |
| 225306 -            | 1996 EZ9                 | 12 marzo 1996     | Spacewatch      |
| 225307 -            | 1996 GV6                 | 12 aprile 1996    | Spacewatch      |
| 225308 -            | 1996 HH                  | 17 aprile 1996    | AMOS            |
| 225309 -            | 1996 HV14                | 17 aprile 1996    | Elst, E. W.     |
| 225310 -            | 1996 TG67                | 7 ottobre 1996    | Spacewatch      |
| 225311 -            | 1996 VP17                | 6 novembre 1996   | Spacewatch      |
| 225312 -            | 1996 XB27                | 12 dicembre 1996  | Spacewatch      |
| 225313 -            | 1997 CD13                | 4 febbraio 1997   | Spacewatch      |
| 225314 -            | 1997 EZ30                | 5 marzo 1997      | Spacewatch      |
| 225315 -            | 1997 LS1                 | 2 giugno 1997     | Spacewatch      |
| 225316 -            | 1997 LQ16                | 8 giugno 1997     | Elst, E. W.     |
| 225317 -            | 1997 SK18                | 28 settembre 1997 | Spacewatch      |
| 225318 -            | 1997 SU32                | 28 settembre 1997 | Spacewatch      |
| 225319 -            | 1997 TV19                | 2 ottobre 1997    | Spacewatch      |
| 225320 -            | 1997 WC11                | 22 novembre 1997  | Spacewatch      |
| 225321 Stevenkoenig | 1997 XP7                 | 6 dicembre 1997   | ODAS            |
| 225322 -            | 1998 BQ19                | 22 gennaio 1998   | Spacewatch      |
| 225323 -            | 1998 FY9                 | 24 marzo 1998     | ODAS            |
| 225324 -            | 1998 FO105               | 31 marzo 1998     | LINEAR          |
| 225325 -            | 1998 HP73                | 21 aprile 1998    | LINEAR          |
| 225326 -            | 1998 HD154               | 29 aprile 1998    | NEAT            |
| 225327 -            | 1998 KN58                | 23 maggio 1998    | LINEAR          |
| 225328 -            | 1998 MJ6                 | 19 giugno 1998    | Spacewatch      |
| 225329 -            | 1998 QK40                | 17 agosto 1998    | LINEAR          |
| 225330 -            | 1998 QZ58                | 26 agosto 1998    | Spacewatch      |
| 225331 -            | 1998 QK88                | 24 agosto 1998    | LINEAR          |
| 225332 -            | 1998 QA95                | 19 agosto 1998    | LINEAR          |
| 225333 -            | 1998 QB105               | 30 agosto 1998    | McNaught, R. H. |
| 225334 -            | 1998 RX45                | 14 settembre 1998 | LINEAR          |
| 225335 -            | 1998 RB46                | 14 settembre 1998 | LINEAR          |
| 225336 -            | 1998 RB51                | 14 settembre 1998 | LINEAR          |
| 225337 -            | 1998 RZ69                | 14 settembre 1998 | LINEAR          |
| 225338 -            | 1998 SA6                 | 20 settembre 1998 | Spacewatch      |
| 225339 -            | 1998 SB12                | 22 settembre 1998 | ODAS            |
| 225340 -            | 1998 SQ29                | 18 settembre 1998 | Spacewatch      |
| 225341 -            | 1998 SJ42                | 27 settembre 1998 | Spacewatch      |
| 225342 -            | 1998 SN78                | 26 settembre 1998 | LINEAR          |
| 225343 -            | 1998 SY86                | 26 settembre 1998 | LINEAR          |
| 225344 -            | 1998 SK87                | 26 settembre 1998 | LINEAR          |
| 225345 -            | 1998 SD107               | 26 settembre 1998 | LINEAR          |
| 225346 -            | 1998 SQ149               | 26 settembre 1998 | LINEAR          |
| 225347 -            | 1998 SG161               | 26 settembre 1998 | LINEAR          |
| 225348 -            | 1998 SY176               | 24 settembre 1998 | LONEOS          |
| 225349 -            | 1998 TS8                 | 12 ottobre 1998   | Spacewatch      |
| 225350 -            | 1998 TO9                 | 12 ottobre 1998   | Spacewatch      |
| 225351 -            | 1998 TA20                | 13 ottobre 1998   | Spacewatch      |
| 225352 -            | 1998 US2                 | 20 ottobre 1998   | ODAS            |
| 225353 -            | 1998 UF11                | 17 ottobre 1998   | Spacewatch      |
| 225354 -            | 1998 UF49                | 18 ottobre 1998   | LONEOS          |
| 225355 -            | 1998 UJ49                | 18 ottobre 1998   | LONEOS          |
| 225356 -            | 1998 VX40                | 14 novembre 1998  | Spacewatch      |
| 225357 -            | 1998 VD41                | 14 novembre 1998  | Spacewatch      |
| 225358 -            | 1998 VV42                | 15 novembre 1998  | Spacewatch      |
| 225359 -            | 1998 WJ24                | 18 novembre 1998  | Buie, M. W.     |
| 225360 -            | 1998 WF30                | 24 novembre 1998  | Spacewatch      |
| 225361 -            | 1998 XD2                 | 7 dicembre 1998   | ODAS            |
| 225362 -            | 1998 XU22                | 11 dicembre 1998  | Spacewatch      |
| 225363 -            | 1998 XV24                | 12 dicembre 1998  | Spacewatch      |
| 225364 -            | 1999 BO30                | 19 gennaio 1999   | Spacewatch      |
| 225365 -            | 1999 CM79                | 12 febbraio 1999  | LINEAR          |
| 225366 -            | 1999 CC97                | 10 febbraio 1999  | LINEAR          |
| 225367 -            | 1999 CQ132               | 8 febbraio 1999   | Spacewatch      |
| 225368 -            | 1999 CD136               | 9 febbraio 1999   | Spacewatch      |
| 225369 -            | 1999 FE3                 | 17 marzo 1999     | Spacewatch      |
| 225370 -            | 1999 FF17                | 23 marzo 1999     | Spacewatch      |
| 225371 -            | 1999 HM4                 | 16 aprile 1999    | Spacewatch      |
| 225372 -            | 1999 JC53                | 10 maggio 1999    | LINEAR          |
| 225373 -            | 1999 LJ15                | 12 giugno 1999    | LINEAR          |
| 225374 -            | 1999 RX10                | 7 settembre 1999  | LINEAR          |
| 225375 -            | 1999 RM106               | 8 settembre 1999  | LINEAR          |
| 225376 -            | 1999 RR164               | 9 settembre 1999  | LINEAR          |
| 225377 -            | 1999 RW216               | 5 settembre 1999  | Spacewatch      |
| 225378 -            | 1999 SJ13                | 16 settembre 1999 | LINEAR          |
| 225379 -            | 1999 TC62                | 7 ottobre 1999    | Spacewatch      |
| 225380 -            | 1999 TP64                | 8 ottobre 1999    | Spacewatch      |
| 225381 -            | 1999 TL90                | 2 ottobre 1999    | LINEAR          |
| 225382 -            | 1999 TK110               | 4 ottobre 1999    | LINEAR          |
| 225383 -            | 1999 TW161               | 9 ottobre 1999    | LINEAR          |
| 225384 -            | 1999 TO163               | 9 ottobre 1999    | LINEAR          |
| 225385 -            | 1999 TO178               | 10 ottobre 1999   | LINEAR          |
| 225386 -            | 1999 TA195               | 12 ottobre 1999   | LINEAR          |
| 225387 -            | 1999 UJ18                | 30 ottobre 1999   | Spacewatch      |
| 225388 -            | 1999 UN18                | 30 ottobre 1999   | Spacewatch      |
| 225389 -            | 1999 UK21                | 31 ottobre 1999   | Spacewatch      |
| 225390 -            | 1999 UW28                | 31 ottobre 1999   | Spacewatch      |
| 225391 -            | 1999 UK29                | 31 ottobre 1999   | Spacewatch      |
| 225392 -            | 1999 UJ33                | 31 ottobre 1999   | Spacewatch      |
| 225393 -            | 1999 UU36                | 16 ottobre 1999   | Spacewatch      |
| 225394 -            | 1999 UP37                | 16 ottobre 1999   | Spacewatch      |
| 225395 -            | 1999 UO48                | 30 ottobre 1999   | CSS             |
| 225396 -            | 1999 UY50                | 30 ottobre 1999   | Spacewatch      |
| 225397 -            | 1999 VA49                | 3 novembre 1999   | LINEAR          |
| 225398 -            | 1999 VQ115               | 4 novembre 1999   | Spacewatch      |
| 225399 -            | 1999 VE121               | 4 novembre 1999   | Spacewatch      |
| 225400 -            | 1999 VB124               | 5 novembre 1999   | Spacewatch      |

## 225401-225500
| Nome              | Designazione provvisoria | Data di scoperta | Scopritore   |
| ----------------- | ------------------------ | ---------------- | ------------ |
| 225401 -          | 1999 VL124               | 6 novembre 1999  | Spacewatch   |
| 225402 -          | 1999 VZ126               | 9 novembre 1999  | Spacewatch   |
| 225403 -          | 1999 VH132               | 9 novembre 1999  | Spacewatch   |
| 225404 -          | 1999 VD170               | 14 novembre 1999 | LINEAR       |
| 225405 -          | 1999 VV195               | 3 novembre 1999  | CSS          |
| 225406 -          | 1999 VR211               | 12 novembre 1999 | LINEAR       |
| 225407 -          | 1999 WD20                | 29 novembre 1999 | Spacewatch   |
| 225408 -          | 1999 XH5                 | 4 dicembre 1999  | CSS          |
| 225409 -          | 1999 XL25                | 6 dicembre 1999  | LINEAR       |
| 225410 -          | 1999 XA76                | 7 dicembre 1999  | LINEAR       |
| 225411 -          | 1999 XD162               | 13 dicembre 1999 | LINEAR       |
| 225412 -          | 1999 XR227               | 15 dicembre 1999 | Spacewatch   |
| 225413 -          | 1999 XC238               | 5 dicembre 1999  | Spacewatch   |
| 225414 -          | 1999 XV244               | 4 dicembre 1999  | Spacewatch   |
| 225415 -          | 1999 XA261               | 8 dicembre 1999  | LINEAR       |
| 225416 -          | 1999 YC                  | 17 dicembre 1999 | LINEAR       |
| 225417 -          | 1999 YJ10                | 27 dicembre 1999 | Spacewatch   |
| 225418 -          | 2000 AY54                | 4 gennaio 2000   | LINEAR       |
| 225419 -          | 2000 AW70                | 5 gennaio 2000   | LINEAR       |
| 225420 -          | 2000 AU82                | 5 gennaio 2000   | LINEAR       |
| 225421 -          | 2000 AR159               | 3 gennaio 2000   | LINEAR       |
| 225422 -          | 2000 AB178               | 7 gennaio 2000   | LINEAR       |
| 225423 -          | 2000 AO206               | 3 gennaio 2000   | Spacewatch   |
| 225424 -          | 2000 AB209               | 4 gennaio 2000   | Spacewatch   |
| 225425 -          | 2000 AK216               | 8 gennaio 2000   | Spacewatch   |
| 225426 -          | 2000 AF253               | 7 gennaio 2000   | Spacewatch   |
| 225427 -          | 2000 BF1                 | 28 gennaio 2000  | Comba, P. G. |
| 225428 -          | 2000 BX19                | 26 gennaio 2000  | Spacewatch   |
| 225429 -          | 2000 BJ35                | 30 gennaio 2000  | LINEAR       |
| 225430 -          | 2000 CG                  | 1 febbraio 2000  | Comba, P. G. |
| 225431 -          | 2000 CR9                 | 2 febbraio 2000  | LINEAR       |
| 225432 -          | 2000 CJ35                | 2 febbraio 2000  | LINEAR       |
| 225433 -          | 2000 CX43                | 2 febbraio 2000  | LINEAR       |
| 225434 -          | 2000 CD59                | 6 febbraio 2000  | Needville    |
| 225435 -          | 2000 CL69                | 1 febbraio 2000  | Spacewatch   |
| 225436 -          | 2000 CK79                | 8 febbraio 2000  | Spacewatch   |
| 225437 -          | 2000 CK84                | 4 febbraio 2000  | LINEAR       |
| 225438 Jacobfirer | 2000 CC110               | 5 febbraio 2000  | Buie, M. W.  |
| 225439 -          | 2000 CZ136               | 4 febbraio 2000  | Spacewatch   |
| 225440 -          | 2000 DU5                 | 25 febbraio 2000 | LINEAR       |
| 225441 -          | 2000 DJ6                 | 28 febbraio 2000 | LINEAR       |
| 225442 -          | 2000 DF16                | 28 febbraio 2000 | Korlević, K. |
| 225443 -          | 2000 DO26                | 29 febbraio 2000 | LINEAR       |
| 225444 -          | 2000 DN35                | 29 febbraio 2000 | LINEAR       |
| 225445 -          | 2000 DO36                | 29 febbraio 2000 | LINEAR       |
| 225446 -          | 2000 DA61                | 29 febbraio 2000 | LINEAR       |
| 225447 -          | 2000 DX61                | 29 febbraio 2000 | LINEAR       |
| 225448 -          | 2000 DR67                | 29 febbraio 2000 | LINEAR       |
| 225449 -          | 2000 DN77                | 29 febbraio 2000 | LINEAR       |
| 225450 -          | 2000 DY86                | 29 febbraio 2000 | LINEAR       |
| 225451 -          | 2000 ER4                 | 2 marzo 2000     | Spacewatch   |
| 225452 -          | 2000 EO10                | 3 marzo 2000     | LINEAR       |
| 225453 -          | 2000 ED13                | 4 marzo 2000     | LINEAR       |
| 225454 -          | 2000 EY14                | 4 marzo 2000     | LINEAR       |
| 225455 -          | 2000 EQ15                | 3 marzo 2000     | Spacewatch   |
| 225456 -          | 2000 EK23                | 4 marzo 2000     | Spacewatch   |
| 225457 -          | 2000 EG27                | 3 marzo 2000     | LINEAR       |
| 225458 -          | 2000 EW35                | 3 marzo 2000     | LINEAR       |
| 225459 -          | 2000 ER44                | 9 marzo 2000     | LINEAR       |
| 225460 -          | 2000 EG53                | 4 marzo 2000     | Spacewatch   |
| 225461 -          | 2000 EL53                | 8 marzo 2000     | Spacewatch   |
| 225462 -          | 2000 EV55                | 5 marzo 2000     | LINEAR       |
| 225463 -          | 2000 EQ67                | 10 marzo 2000    | LINEAR       |
| 225464 -          | 2000 EV75                | 5 marzo 2000     | LINEAR       |
| 225465 -          | 2000 EU144               | 3 marzo 2000     | CSS          |
| 225466 -          | 2000 EN168               | 4 marzo 2000     | LINEAR       |
| 225467 -          | 2000 ET173               | 4 marzo 2000     | LINEAR       |
| 225468 -          | 2000 ET177               | 3 marzo 2000     | Spacewatch   |
| 225469 -          | 2000 FT3                 | 28 marzo 2000    | LINEAR       |
| 225470 -          | 2000 FA21                | 29 marzo 2000    | LINEAR       |
| 225471 -          | 2000 FG24                | 29 marzo 2000    | LINEAR       |
| 225472 -          | 2000 FS36                | 29 marzo 2000    | LINEAR       |
| 225473 -          | 2000 FK47                | 29 marzo 2000    | LINEAR       |
| 225474 -          | 2000 FE59                | 29 marzo 2000    | LINEAR       |
| 225475 -          | 2000 GQ48                | 5 aprile 2000    | LINEAR       |
| 225476 -          | 2000 GD55                | 5 aprile 2000    | LINEAR       |
| 225477 -          | 2000 GO61                | 5 aprile 2000    | LINEAR       |
| 225478 -          | 2000 GV81                | 7 aprile 2000    | LINEAR       |
| 225479 -          | 2000 GX89                | 4 aprile 2000    | LINEAR       |
| 225480 -          | 2000 GS112               | 4 aprile 2000    | LINEAR       |
| 225481 -          | 2000 GV120               | 5 aprile 2000    | Spacewatch   |
| 225482 -          | 2000 GS136               | 12 aprile 2000   | LINEAR       |
| 225483 -          | 2000 GT145               | 11 aprile 2000   | Spacewatch   |
| 225484 -          | 2000 GY154               | 6 aprile 2000    | LONEOS       |
| 225485 -          | 2000 GT160               | 7 aprile 2000    | LINEAR       |
| 225486 -          | 2000 HQ2                 | 25 aprile 2000   | Spacewatch   |
| 225487 -          | 2000 HV6                 | 24 aprile 2000   | Spacewatch   |
| 225488 -          | 2000 HT15                | 28 aprile 2000   | LINEAR       |
| 225489 -          | 2000 HD26                | 24 aprile 2000   | LONEOS       |
| 225490 -          | 2000 HF31                | 29 aprile 2000   | LINEAR       |
| 225491 -          | 2000 HV40                | 28 aprile 2000   | LINEAR       |
| 225492 -          | 2000 HT49                | 29 aprile 2000   | LINEAR       |
| 225493 -          | 2000 HP63                | 26 aprile 2000   | LONEOS       |
| 225494 -          | 2000 HX81                | 29 aprile 2000   | LINEAR       |
| 225495 -          | 2000 HT105               | 25 aprile 2000   | Spacewatch   |
| 225496 -          | 2000 KX2                 | 27 maggio 2000   | LINEAR       |
| 225497 -          | 2000 KC40                | 25 maggio 2000   | Spacewatch   |
| 225498 -          | 2000 KR73                | 27 maggio 2000   | LINEAR       |
| 225499 -          | 2000 LU23                | 7 giugno 2000    | LINEAR       |
| 225500 -          | 2000 LK32                | 5 giugno 2000    | Spacewatch   |

## 225501-225600
| Nome     | Designazione provvisoria | Data di scoperta  | Scopritore               |
| -------- | ------------------------ | ----------------- | ------------------------ |
| 225501 - | 2000 NB19                | 5 luglio 2000     | LONEOS                   |
| 225502 - | 2000 OY33                | 30 luglio 2000    | LINEAR                   |
| 225503 - | 2000 PY21                | 1 agosto 2000     | LINEAR                   |
| 225504 - | 2000 QR15                | 24 agosto 2000    | LINEAR                   |
| 225505 - | 2000 QT26                | 24 agosto 2000    | LINEAR                   |
| 225506 - | 2000 QJ58                | 26 agosto 2000    | LINEAR                   |
| 225507 - | 2000 QG71                | 24 agosto 2000    | LINEAR                   |
| 225508 - | 2000 QY84                | 25 agosto 2000    | LINEAR                   |
| 225509 - | 2000 QY98                | 28 agosto 2000    | LINEAR                   |
| 225510 - | 2000 QS107               | 29 agosto 2000    | LINEAR                   |
| 225511 - | 2000 QH109               | 29 agosto 2000    | LINEAR                   |
| 225512 - | 2000 QS128               | 25 agosto 2000    | LINEAR                   |
| 225513 - | 2000 QA131               | 24 agosto 2000    | LINEAR                   |
| 225514 - | 2000 QG138               | 31 agosto 2000    | LINEAR                   |
| 225515 - | 2000 QD156               | 31 agosto 2000    | LINEAR                   |
| 225516 - | 2000 QE163               | 31 agosto 2000    | LINEAR                   |
| 225517 - | 2000 QX170               | 31 agosto 2000    | LINEAR                   |
| 225518 - | 2000 QJ179               | 31 agosto 2000    | LINEAR                   |
| 225519 - | 2000 QR211               | 31 agosto 2000    | LINEAR                   |
| 225520 - | 2000 QD221               | 21 agosto 2000    | LONEOS                   |
| 225521 - | 2000 QP223               | 21 agosto 2000    | LONEOS                   |
| 225522 - | 2000 RR15                | 1 settembre 2000  | LINEAR                   |
| 225523 - | 2000 RN16                | 1 settembre 2000  | LINEAR                   |
| 225524 - | 2000 RA26                | 1 settembre 2000  | LINEAR                   |
| 225525 - | 2000 RB27                | 1 settembre 2000  | LINEAR                   |
| 225526 - | 2000 RH76                | 4 settembre 2000  | LINEAR                   |
| 225527 - | 2000 RE82                | 1 settembre 2000  | LINEAR                   |
| 225528 - | 2000 RY89                | 3 settembre 2000  | LINEAR                   |
| 225529 - | 2000 RG96                | 4 settembre 2000  | NEAT                     |
| 225530 - | 2000 RH97                | 5 settembre 2000  | LONEOS                   |
| 225531 - | 2000 SF1                 | 18 settembre 2000 | LINEAR                   |
| 225532 - | 2000 SP5                 | 22 settembre 2000 | LINEAR                   |
| 225533 - | 2000 SL20                | 23 settembre 2000 | LINEAR                   |
| 225534 - | 2000 SX25                | 23 settembre 2000 | LINEAR                   |
| 225535 - | 2000 SN63                | 24 settembre 2000 | LINEAR                   |
| 225536 - | 2000 SO63                | 24 settembre 2000 | LINEAR                   |
| 225537 - | 2000 SZ64                | 24 settembre 2000 | LINEAR                   |
| 225538 - | 2000 SV65                | 24 settembre 2000 | LINEAR                   |
| 225539 - | 2000 SJ90                | 22 settembre 2000 | LINEAR                   |
| 225540 - | 2000 SA98                | 23 settembre 2000 | LINEAR                   |
| 225541 - | 2000 SV105               | 24 settembre 2000 | LINEAR                   |
| 225542 - | 2000 SW124               | 24 settembre 2000 | LINEAR                   |
| 225543 - | 2000 SO134               | 23 settembre 2000 | LINEAR                   |
| 225544 - | 2000 SV142               | 23 settembre 2000 | LINEAR                   |
| 225545 - | 2000 SO163               | 30 settembre 2000 | Pravec, P., Kušnirák, P. |
| 225546 - | 2000 SH173               | 28 settembre 2000 | LINEAR                   |
| 225547 - | 2000 SN189               | 22 settembre 2000 | Spacewatch               |
| 225548 - | 2000 SR194               | 24 settembre 2000 | LINEAR                   |
| 225549 - | 2000 SC199               | 24 settembre 2000 | LINEAR                   |
| 225550 - | 2000 SC285               | 23 settembre 2000 | LINEAR                   |
| 225551 - | 2000 SG285               | 23 settembre 2000 | LINEAR                   |
| 225552 - | 2000 SK286               | 25 settembre 2000 | LINEAR                   |
| 225553 - | 2000 SQ302               | 28 settembre 2000 | LINEAR                   |
| 225554 - | 2000 SP304               | 30 settembre 2000 | LINEAR                   |
| 225555 - | 2000 SJ316               | 30 settembre 2000 | LINEAR                   |
| 225556 - | 2000 SV317               | 30 settembre 2000 | LINEAR                   |
| 225557 - | 2000 SD334               | 26 settembre 2000 | NEAT                     |
| 225558 - | 2000 SM347               | 25 settembre 2000 | NEAT                     |
| 225559 - | 2000 SR364               | 20 settembre 2000 | LINEAR                   |
| 225560 - | 2000 SF365               | 21 settembre 2000 | LONEOS                   |
| 225561 - | 2000 SB372               | 25 settembre 2000 | LONEOS                   |
| 225562 - | 2000 TJ                  | 2 ottobre 2000    | Collins, M., Rudd, A.    |
| 225563 - | 2000 TL2                 | 2 ottobre 2000    | Hug, G.                  |
| 225564 - | 2000 TY8                 | 1 ottobre 2000    | LINEAR                   |
| 225565 - | 2000 TR12                | 1 ottobre 2000    | LINEAR                   |
| 225566 - | 2000 TP15                | 1 ottobre 2000    | LINEAR                   |
| 225567 - | 2000 TD45                | 1 ottobre 2000    | LINEAR                   |
| 225568 - | 2000 TV51                | 1 ottobre 2000    | LINEAR                   |
| 225569 - | 2000 TZ59                | 2 ottobre 2000    | LONEOS                   |
| 225570 - | 2000 TL63                | 3 ottobre 2000    | LINEAR                   |
| 225571 - | 2000 UV1                 | 23 ottobre 2000   | Klet                     |
| 225572 - | 2000 UW27                | 25 ottobre 2000   | LINEAR                   |
| 225573 - | 2000 UV58                | 25 ottobre 2000   | LINEAR                   |
| 225574 - | 2000 UQ64                | 25 ottobre 2000   | LINEAR                   |
| 225575 - | 2000 UM68                | 25 ottobre 2000   | LINEAR                   |
| 225576 - | 2000 UR78                | 24 ottobre 2000   | LINEAR                   |
| 225577 - | 2000 UM99                | 25 ottobre 2000   | LINEAR                   |
| 225578 - | 2000 UG101               | 25 ottobre 2000   | LINEAR                   |
| 225579 - | 2000 UP102               | 25 ottobre 2000   | LINEAR                   |
| 225580 - | 2000 VH4                 | 1 novembre 2000   | LINEAR                   |
| 225581 - | 2000 VB53                | 3 novembre 2000   | LINEAR                   |
| 225582 - | 2000 VC58                | 3 novembre 2000   | LINEAR                   |
| 225583 - | 2000 WS32                | 20 novembre 2000  | LINEAR                   |
| 225584 - | 2000 WU39                | 20 novembre 2000  | LINEAR                   |
| 225585 - | 2000 WT47                | 21 novembre 2000  | LINEAR                   |
| 225586 - | 2000 WS67                | 27 novembre 2000  | LINEAR                   |
| 225587 - | 2000 WS77                | 20 novembre 2000  | LINEAR                   |
| 225588 - | 2000 WS81                | 20 novembre 2000  | LINEAR                   |
| 225589 - | 2000 WM90                | 21 novembre 2000  | LINEAR                   |
| 225590 - | 2000 WE94                | 21 novembre 2000  | LINEAR                   |
| 225591 - | 2000 WL103               | 26 novembre 2000  | LINEAR                   |
| 225592 - | 2000 WR117               | 20 novembre 2000  | LINEAR                   |
| 225593 - | 2000 WA134               | 19 novembre 2000  | LINEAR                   |
| 225594 - | 2000 WX136               | 20 novembre 2000  | LINEAR                   |
| 225595 - | 2000 WT155               | 30 novembre 2000  | LINEAR                   |
| 225596 - | 2000 XK4                 | 1 dicembre 2000   | LINEAR                   |
| 225597 - | 2000 XQ13                | 1 dicembre 2000   | LINEAR                   |
| 225598 - | 2000 XN21                | 4 dicembre 2000   | LINEAR                   |
| 225599 - | 2000 XE31                | 4 dicembre 2000   | LINEAR                   |
| 225600 - | 2000 YJ2                 | 19 dicembre 2000  | Spacewatch               |

## 225601-225700
| Nome     | Designazione provvisoria | Data di scoperta | Scopritore    |
| -------- | ------------------------ | ---------------- | ------------- |
| 225601 - | 2000 YY29                | 29 dicembre 2000 | BATTeRS       |
| 225602 - | 2000 YS38                | 30 dicembre 2000 | LINEAR        |
| 225603 - | 2000 YT39                | 30 dicembre 2000 | LINEAR        |
| 225604 - | 2000 YO41                | 30 dicembre 2000 | LINEAR        |
| 225605 - | 2000 YK42                | 30 dicembre 2000 | LINEAR        |
| 225606 - | 2000 YM43                | 30 dicembre 2000 | LINEAR        |
| 225607 - | 2000 YS49                | 30 dicembre 2000 | LINEAR        |
| 225608 - | 2000 YB60                | 30 dicembre 2000 | LINEAR        |
| 225609 - | 2000 YN60                | 30 dicembre 2000 | LINEAR        |
| 225610 - | 2000 YJ74                | 30 dicembre 2000 | LINEAR        |
| 225611 - | 2000 YY77                | 30 dicembre 2000 | LINEAR        |
| 225612 - | 2000 YK82                | 30 dicembre 2000 | LINEAR        |
| 225613 - | 2000 YH107               | 30 dicembre 2000 | LINEAR        |
| 225614 - | 2000 YA120               | 19 dicembre 2000 | LONEOS        |
| 225615 - | 2000 YR124               | 29 dicembre 2000 | LONEOS        |
| 225616 - | 2000 YB143               | 19 dicembre 2000 | LINEAR        |
| 225617 - | 2001 AQ14                | 2 gennaio 2001   | LINEAR        |
| 225618 - | 2001 AO26                | 5 gennaio 2001   | LINEAR        |
| 225619 - | 2001 AK32                | 4 gennaio 2001   | LINEAR        |
| 225620 - | 2001 AR34                | 4 gennaio 2001   | LINEAR        |
| 225621 - | 2001 BD                  | 17 gennaio 2001  | Kobayashi, T. |
| 225622 - | 2001 BY3                 | 18 gennaio 2001  | LINEAR        |
| 225623 - | 2001 BS16                | 18 gennaio 2001  | LINEAR        |
| 225624 - | 2001 BJ39                | 19 gennaio 2001  | Spacewatch    |
| 225625 - | 2001 BK40                | 21 gennaio 2001  | LINEAR        |
| 225626 - | 2001 BQ52                | 17 gennaio 2001  | Spacewatch    |
| 225627 - | 2001 BJ57                | 20 gennaio 2001  | NEAT          |
| 225628 - | 2001 CS14                | 1 febbraio 2001  | LINEAR        |
| 225629 - | 2001 DN51                | 16 febbraio 2001 | LINEAR        |
| 225630 - | 2001 DR77                | 21 febbraio 2001 | Spacewatch    |
| 225631 - | 2001 ER15                | 15 marzo 2001    | Kobayashi, T. |
| 225632 - | 2001 EX19                | 15 marzo 2001    | LONEOS        |
| 225633 - | 2001 FF15                | 19 marzo 2001    | LONEOS        |
| 225634 - | 2001 FU49                | 18 marzo 2001    | LINEAR        |
| 225635 - | 2001 FY54                | 19 marzo 2001    | LINEAR        |
| 225636 - | 2001 FD59                | 19 marzo 2001    | LINEAR        |
| 225637 - | 2001 FL60                | 19 marzo 2001    | LINEAR        |
| 225638 - | 2001 FF72                | 19 marzo 2001    | LINEAR        |
| 225639 - | 2001 FS78                | 19 marzo 2001    | LINEAR        |
| 225640 - | 2001 FP84                | 26 marzo 2001    | Spacewatch    |
| 225641 - | 2001 FO89                | 27 marzo 2001    | Spacewatch    |
| 225642 - | 2001 FY89                | 27 marzo 2001    | Spacewatch    |
| 225643 - | 2001 FN96                | 16 marzo 2001    | LINEAR        |
| 225644 - | 2001 FZ98                | 16 marzo 2001    | LINEAR        |
| 225645 - | 2001 FW107               | 18 marzo 2001    | LONEOS        |
| 225646 - | 2001 FN115               | 19 marzo 2001    | LONEOS        |
| 225647 - | 2001 FU119               | 27 marzo 2001    | Spacewatch    |
| 225648 - | 2001 FA123               | 23 marzo 2001    | LONEOS        |
| 225649 - | 2001 FF126               | 29 marzo 2001    | Spacewatch    |
| 225650 - | 2001 FA146               | 24 marzo 2001    | LONEOS        |
| 225651 - | 2001 FK147               | 24 marzo 2001    | LONEOS        |
| 225652 - | 2001 FD148               | 24 marzo 2001    | LONEOS        |
| 225653 - | 2001 FC178               | 19 marzo 2001    | LINEAR        |
| 225654 - | 2001 FR189               | 18 marzo 2001    | LONEOS        |
| 225655 - | 2001 HR28                | 27 aprile 2001   | LINEAR        |
| 225656 - | 2001 HW33                | 27 aprile 2001   | LINEAR        |
| 225657 - | 2001 JX1                 | 15 maggio 2001   | Spacewatch    |
| 225658 - | 2001 KX43                | 22 maggio 2001   | LINEAR        |
| 225659 - | 2001 KH47                | 24 maggio 2001   | LINEAR        |
| 225660 - | 2001 KB62                | 18 maggio 2001   | LINEAR        |
| 225661 - | 2001 KH71                | 24 maggio 2001   | LONEOS        |
| 225662 - | 2001 KG74                | 26 maggio 2001   | Spacewatch    |
| 225663 - | 2001 LH16                | 13 giugno 2001   | NEAT          |
| 225664 - | 2001 MJ7                 | 21 giugno 2001   | LINEAR        |
| 225665 - | 2001 NU8                 | 14 luglio 2001   | NEAT          |
| 225666 - | 2001 NE10                | 14 luglio 2001   | NEAT          |
| 225667 - | 2001 ND15                | 13 luglio 2001   | NEAT          |
| 225668 - | 2001 OU2                 | 17 luglio 2001   | LONEOS        |
| 225669 - | 2001 OE11                | 20 luglio 2001   | NEAT          |
| 225670 - | 2001 OP11                | 18 luglio 2001   | NEAT          |
| 225671 - | 2001 OY19                | 21 luglio 2001   | NEAT          |
| 225672 - | 2001 OE20                | 19 luglio 2001   | LONEOS        |
| 225673 - | 2001 OV76                | 25 luglio 2001   | NEAT          |
| 225674 - | 2001 OA96                | 29 luglio 2001   | Bickel, W.    |
| 225675 - | 2001 PA                  | 1 agosto 2001    | NEAT          |
| 225676 - | 2001 PZ15                | 9 agosto 2001    | NEAT          |
| 225677 - | 2001 PY21                | 10 agosto 2001   | NEAT          |
| 225678 - | 2001 PC43                | 12 agosto 2001   | NEAT          |
| 225679 - | 2001 PG50                | 15 agosto 2001   | NEAT          |
| 225680 - | 2001 PO60                | 13 agosto 2001   | NEAT          |
| 225681 - | 2001 PL61                | 13 agosto 2001   | NEAT          |
| 225682 - | 2001 PA66                | 15 agosto 2001   | NEAT          |
| 225683 - | 2001 QQ8                 | 16 agosto 2001   | LINEAR        |
| 225684 - | 2001 QC33                | 17 agosto 2001   | NEAT          |
| 225685 - | 2001 QW41                | 16 agosto 2001   | LINEAR        |
| 225686 - | 2001 QE60                | 18 agosto 2001   | LINEAR        |
| 225687 - | 2001 QG68                | 20 agosto 2001   | Wolfe, C.     |
| 225688 - | 2001 QQ88                | 22 agosto 2001   | Spacewatch    |
| 225689 - | 2001 QR116               | 17 agosto 2001   | LINEAR        |
| 225690 - | 2001 QS119               | 18 agosto 2001   | LINEAR        |
| 225691 - | 2001 QU124               | 19 agosto 2001   | LINEAR        |
| 225692 - | 2001 QJ146               | 25 agosto 2001   | Spacewatch    |
| 225693 - | 2001 QS146               | 26 agosto 2001   | Spacewatch    |
| 225694 - | 2001 QP158               | 23 agosto 2001   | LONEOS        |
| 225695 - | 2001 QX162               | 23 agosto 2001   | LONEOS        |
| 225696 - | 2001 QU169               | 22 agosto 2001   | LINEAR        |
| 225697 - | 2001 QB170               | 23 agosto 2001   | LINEAR        |
| 225698 - | 2001 QM185               | 21 agosto 2001   | NEAT          |
| 225699 - | 2001 QF186               | 21 agosto 2001   | NEAT          |
| 225700 - | 2001 QH193               | 22 agosto 2001   | LINEAR        |

## 225701-225800
| Nome          | Designazione provvisoria | Data di scoperta  | Scopritore    |
| ------------- | ------------------------ | ----------------- | ------------- |
| 225701 -      | 2001 QH203               | 23 agosto 2001    | LONEOS        |
| 225702 -      | 2001 QH215               | 23 agosto 2001    | LONEOS        |
| 225703 -      | 2001 QQ222               | 24 agosto 2001    | LONEOS        |
| 225704 -      | 2001 QY229               | 24 agosto 2001    | LONEOS        |
| 225705 -      | 2001 QJ231               | 24 agosto 2001    | LONEOS        |
| 225706 -      | 2001 QE242               | 24 agosto 2001    | LINEAR        |
| 225707 -      | 2001 QN242               | 24 agosto 2001    | LINEAR        |
| 225708 -      | 2001 QH246               | 24 agosto 2001    | LINEAR        |
| 225709 -      | 2001 QA252               | 25 agosto 2001    | LINEAR        |
| 225710 -      | 2001 QX278               | 19 agosto 2001    | LINEAR        |
| 225711 Danyzy | 2001 QT288               | 17 agosto 2001    | Pises         |
| 225712 -      | 2001 RN1                 | 7 settembre 2001  | LINEAR        |
| 225713 -      | 2001 RE9                 | 8 settembre 2001  | LINEAR        |
| 225714 -      | 2001 RP20                | 7 settembre 2001  | LINEAR        |
| 225715 -      | 2001 RW21                | 7 settembre 2001  | LINEAR        |
| 225716 -      | 2001 RH23                | 7 settembre 2001  | LINEAR        |
| 225717 -      | 2001 RX32                | 8 settembre 2001  | LINEAR        |
| 225718 -      | 2001 RL56                | 12 settembre 2001 | LINEAR        |
| 225719 -      | 2001 RS58                | 12 settembre 2001 | LINEAR        |
| 225720 -      | 2001 RJ59                | 12 settembre 2001 | LINEAR        |
| 225721 -      | 2001 RJ85                | 11 settembre 2001 | LONEOS        |
| 225722 -      | 2001 RR86                | 11 settembre 2001 | LONEOS        |
| 225723 -      | 2001 RS92                | 11 settembre 2001 | LONEOS        |
| 225724 -      | 2001 RD97                | 12 settembre 2001 | Spacewatch    |
| 225725 -      | 2001 RY99                | 12 settembre 2001 | LINEAR        |
| 225726 -      | 2001 RE100               | 12 settembre 2001 | LINEAR        |
| 225727 -      | 2001 RU106               | 12 settembre 2001 | LINEAR        |
| 225728 -      | 2001 RE107               | 12 settembre 2001 | LINEAR        |
| 225729 -      | 2001 RA109               | 12 settembre 2001 | LINEAR        |
| 225730 -      | 2001 RR110               | 12 settembre 2001 | LINEAR        |
| 225731 -      | 2001 RD113               | 12 settembre 2001 | LINEAR        |
| 225732 -      | 2001 RM130               | 12 settembre 2001 | LINEAR        |
| 225733 -      | 2001 RA131               | 12 settembre 2001 | LINEAR        |
| 225734 -      | 2001 RQ141               | 12 settembre 2001 | LINEAR        |
| 225735 -      | 2001 RA150               | 11 settembre 2001 | LONEOS        |
| 225736 -      | 2001 RB150               | 11 settembre 2001 | LONEOS        |
| 225737 -      | 2001 RS154               | 11 settembre 2001 | LONEOS        |
| 225738 -      | 2001 SL5                 | 16 settembre 2001 | LINEAR        |
| 225739 -      | 2001 SO5                 | 16 settembre 2001 | LINEAR        |
| 225740 -      | 2001 SK15                | 16 settembre 2001 | LINEAR        |
| 225741 -      | 2001 SP15                | 16 settembre 2001 | LINEAR        |
| 225742 -      | 2001 SO29                | 16 settembre 2001 | LINEAR        |
| 225743 -      | 2001 SM36                | 16 settembre 2001 | LINEAR        |
| 225744 -      | 2001 SF37                | 16 settembre 2001 | LINEAR        |
| 225745 -      | 2001 SY41                | 16 settembre 2001 | LINEAR        |
| 225746 -      | 2001 SC42                | 16 settembre 2001 | LINEAR        |
| 225747 -      | 2001 SF75                | 19 settembre 2001 | LONEOS        |
| 225748 -      | 2001 SG82                | 20 settembre 2001 | LINEAR        |
| 225749 -      | 2001 SQ100               | 20 settembre 2001 | LINEAR        |
| 225750 -      | 2001 SF130               | 16 settembre 2001 | LINEAR        |
| 225751 -      | 2001 SB148               | 17 settembre 2001 | LINEAR        |
| 225752 -      | 2001 ST152               | 17 settembre 2001 | LINEAR        |
| 225753 -      | 2001 SF156               | 17 settembre 2001 | LINEAR        |
| 225754 -      | 2001 SL159               | 17 settembre 2001 | LINEAR        |
| 225755 -      | 2001 SJ160               | 17 settembre 2001 | LINEAR        |
| 225756 -      | 2001 SW161               | 17 settembre 2001 | LINEAR        |
| 225757 -      | 2001 SV165               | 19 settembre 2001 | LINEAR        |
| 225758 -      | 2001 SE167               | 19 settembre 2001 | LINEAR        |
| 225759 -      | 2001 SB174               | 16 settembre 2001 | LINEAR        |
| 225760 -      | 2001 SK195               | 19 settembre 2001 | LINEAR        |
| 225761 -      | 2001 SH207               | 19 settembre 2001 | LINEAR        |
| 225762 -      | 2001 SJ229               | 19 settembre 2001 | LINEAR        |
| 225763 -      | 2001 SH231               | 19 settembre 2001 | LINEAR        |
| 225764 -      | 2001 SG235               | 19 settembre 2001 | LINEAR        |
| 225765 -      | 2001 SD255               | 19 settembre 2001 | LINEAR        |
| 225766 -      | 2001 ST259               | 20 settembre 2001 | LINEAR        |
| 225767 -      | 2001 SL283               | 20 settembre 2001 | Spacewatch    |
| 225768 -      | 2001 SQ289               | 25 settembre 2001 | Tucker, R. A. |
| 225769 -      | 2001 SA299               | 20 settembre 2001 | LINEAR        |
| 225770 -      | 2001 SZ349               | 19 settembre 2001 | LINEAR        |
| 225771 -      | 2001 SR354               | 18 settembre 2001 | LONEOS        |
| 225772 -      | 2001 TL6                 | 10 ottobre 2001   | NEAT          |
| 225773 -      | 2001 TQ16                | 11 ottobre 2001   | LINEAR        |
| 225774 -      | 2001 TB21                | 9 ottobre 2001    | LINEAR        |
| 225775 -      | 2001 TY48                | 15 ottobre 2001   | LINEAR        |
| 225776 -      | 2001 TG82                | 14 ottobre 2001   | LINEAR        |
| 225777 -      | 2001 TH148               | 10 ottobre 2001   | NEAT          |
| 225778 -      | 2001 TB151               | 10 ottobre 2001   | NEAT          |
| 225779 -      | 2001 TW151               | 10 ottobre 2001   | NEAT          |
| 225780 -      | 2001 TL154               | 15 ottobre 2001   | NEAT          |
| 225781 -      | 2001 TT155               | 14 ottobre 2001   | Spacewatch    |
| 225782 -      | 2001 TW162               | 11 ottobre 2001   | NEAT          |
| 225783 -      | 2001 TP180               | 14 ottobre 2001   | LINEAR        |
| 225784 -      | 2001 TW183               | 14 ottobre 2001   | LINEAR        |
| 225785 -      | 2001 TP200               | 11 ottobre 2001   | LINEAR        |
| 225786 -      | 2001 UP8                 | 17 ottobre 2001   | LINEAR        |
| 225787 -      | 2001 UV43                | 17 ottobre 2001   | LINEAR        |
| 225788 -      | 2001 UF44                | 17 ottobre 2001   | LINEAR        |
| 225789 -      | 2001 UJ107               | 20 ottobre 2001   | LINEAR        |
| 225790 -      | 2001 UY111               | 21 ottobre 2001   | LINEAR        |
| 225791 -      | 2001 UV138               | 23 ottobre 2001   | LINEAR        |
| 225792 -      | 2001 UQ187               | 17 ottobre 2001   | NEAT          |
| 225793 -      | 2001 UQ222               | 21 ottobre 2001   | Spacewatch    |
| 225794 -      | 2001 VO8                 | 9 novembre 2001   | LINEAR        |
| 225795 -      | 2001 VZ26                | 9 novembre 2001   | LINEAR        |
| 225796 -      | 2001 VY30                | 9 novembre 2001   | LINEAR        |
| 225797 -      | 2001 VM33                | 9 novembre 2001   | LINEAR        |
| 225798 -      | 2001 VS33                | 9 novembre 2001   | LINEAR        |
| 225799 -      | 2001 VN41                | 9 novembre 2001   | LINEAR        |
| 225800 -      | 2001 VR41                | 9 novembre 2001   | LINEAR        |

## 225801-225900
| Nome     | Designazione provvisoria | Data di scoperta | Scopritore      |
| -------- | ------------------------ | ---------------- | --------------- |
| 225801 - | 2001 VN50                | 10 novembre 2001 | LINEAR          |
| 225802 - | 2001 VC71                | 11 novembre 2001 | LINEAR          |
| 225803 - | 2001 VS77                | 11 novembre 2001 | Spacewatch      |
| 225804 - | 2001 VK78                | 10 novembre 2001 | LINEAR          |
| 225805 - | 2001 VN78                | 15 novembre 2001 | LINEAR          |
| 225806 - | 2001 VC82                | 9 novembre 2001  | Bickel, W.      |
| 225807 - | 2001 VS87                | 11 novembre 2001 | LINEAR          |
| 225808 - | 2001 VQ98                | 15 novembre 2001 | LINEAR          |
| 225809 - | 2001 VX104               | 12 novembre 2001 | LINEAR          |
| 225810 - | 2001 VG106               | 12 novembre 2001 | LINEAR          |
| 225811 - | 2001 VF113               | 12 novembre 2001 | LINEAR          |
| 225812 - | 2001 VF115               | 12 novembre 2001 | LINEAR          |
| 225813 - | 2001 VS120               | 12 novembre 2001 | LINEAR          |
| 225814 - | 2001 WD1                 | 17 novembre 2001 | LINEAR          |
| 225815 - | 2001 WP8                 | 17 novembre 2001 | LINEAR          |
| 225816 - | 2001 WZ9                 | 17 novembre 2001 | LINEAR          |
| 225817 - | 2001 WJ32                | 17 novembre 2001 | LINEAR          |
| 225818 - | 2001 WV56                | 19 novembre 2001 | LINEAR          |
| 225819 - | 2001 WW81                | 20 novembre 2001 | LINEAR          |
| 225820 - | 2001 WZ87                | 19 novembre 2001 | LINEAR          |
| 225821 - | 2001 WO103               | 18 novembre 2001 | LINEAR          |
| 225822 - | 2001 XL                  | 4 dicembre 2001  | LINEAR          |
| 225823 - | 2001 XR4                 | 9 dicembre 2001  | LINEAR          |
| 225824 - | 2001 XT6                 | 9 dicembre 2001  | LINEAR          |
| 225825 - | 2001 XQ26                | 10 dicembre 2001 | LINEAR          |
| 225826 - | 2001 XV26                | 10 dicembre 2001 | LINEAR          |
| 225827 - | 2001 XB38                | 9 dicembre 2001  | LINEAR          |
| 225828 - | 2001 XE44                | 9 dicembre 2001  | LINEAR          |
| 225829 - | 2001 XA46                | 9 dicembre 2001  | LINEAR          |
| 225830 - | 2001 XA57                | 10 dicembre 2001 | LINEAR          |
| 225831 - | 2001 XN64                | 10 dicembre 2001 | LINEAR          |
| 225832 - | 2001 XF66                | 10 dicembre 2001 | LINEAR          |
| 225833 - | 2001 XR68                | 11 dicembre 2001 | LINEAR          |
| 225834 - | 2001 XE79                | 11 dicembre 2001 | LINEAR          |
| 225835 - | 2001 XT80                | 11 dicembre 2001 | LINEAR          |
| 225836 - | 2001 XE87                | 13 dicembre 2001 | LINEAR          |
| 225837 - | 2001 XZ91                | 10 dicembre 2001 | LINEAR          |
| 225838 - | 2001 XM94                | 10 dicembre 2001 | LINEAR          |
| 225839 - | 2001 XQ97                | 10 dicembre 2001 | LINEAR          |
| 225840 - | 2001 XC103               | 14 dicembre 2001 | LINEAR          |
| 225841 - | 2001 XB109               | 10 dicembre 2001 | LINEAR          |
| 225842 - | 2001 XQ117               | 13 dicembre 2001 | LINEAR          |
| 225843 - | 2001 XS123               | 14 dicembre 2001 | LINEAR          |
| 225844 - | 2001 XP131               | 14 dicembre 2001 | LINEAR          |
| 225845 - | 2001 XW133               | 14 dicembre 2001 | LINEAR          |
| 225846 - | 2001 XS135               | 14 dicembre 2001 | LINEAR          |
| 225847 - | 2001 XE136               | 14 dicembre 2001 | LINEAR          |
| 225848 - | 2001 XO146               | 14 dicembre 2001 | LINEAR          |
| 225849 - | 2001 XS159               | 14 dicembre 2001 | LINEAR          |
| 225850 - | 2001 XX159               | 14 dicembre 2001 | LINEAR          |
| 225851 - | 2001 XR161               | 14 dicembre 2001 | LINEAR          |
| 225852 - | 2001 XK166               | 14 dicembre 2001 | LINEAR          |
| 225853 - | 2001 XX171               | 14 dicembre 2001 | LINEAR          |
| 225854 - | 2001 XB172               | 14 dicembre 2001 | LINEAR          |
| 225855 - | 2001 XZ172               | 14 dicembre 2001 | LINEAR          |
| 225856 - | 2001 XN175               | 14 dicembre 2001 | LINEAR          |
| 225857 - | 2001 XA177               | 14 dicembre 2001 | LINEAR          |
| 225858 - | 2001 XK177               | 14 dicembre 2001 | LINEAR          |
| 225859 - | 2001 XC182               | 14 dicembre 2001 | LINEAR          |
| 225860 - | 2001 XT188               | 14 dicembre 2001 | LINEAR          |
| 225861 - | 2001 XS191               | 14 dicembre 2001 | LINEAR          |
| 225862 - | 2001 XR201               | 11 dicembre 2001 | Spacewatch      |
| 225863 - | 2001 XF205               | 11 dicembre 2001 | LINEAR          |
| 225864 - | 2001 XX205               | 11 dicembre 2001 | LINEAR          |
| 225865 - | 2001 XS215               | 14 dicembre 2001 | LINEAR          |
| 225866 - | 2001 XM223               | 15 dicembre 2001 | LINEAR          |
| 225867 - | 2001 XM226               | 15 dicembre 2001 | LINEAR          |
| 225868 - | 2001 XE229               | 15 dicembre 2001 | LINEAR          |
| 225869 - | 2001 XA234               | 15 dicembre 2001 | LINEAR          |
| 225870 - | 2001 XU239               | 15 dicembre 2001 | LINEAR          |
| 225871 - | 2001 XC246               | 15 dicembre 2001 | LINEAR          |
| 225872 - | 2001 XG260               | 10 dicembre 2001 | Spacewatch      |
| 225873 - | 2001 YL4                 | 22 dicembre 2001 | Pla D'Arguines  |
| 225874 - | 2001 YS4                 | 23 dicembre 2001 | McClusky, J. V. |
| 225875 - | 2001 YS25                | 18 dicembre 2001 | LINEAR          |
| 225876 - | 2001 YM27                | 18 dicembre 2001 | LINEAR          |
| 225877 - | 2001 YG52                | 18 dicembre 2001 | LINEAR          |
| 225878 - | 2001 YB62                | 18 dicembre 2001 | LINEAR          |
| 225879 - | 2001 YS65                | 18 dicembre 2001 | LINEAR          |
| 225880 - | 2001 YM67                | 18 dicembre 2001 | LINEAR          |
| 225881 - | 2001 YW68                | 18 dicembre 2001 | LINEAR          |
| 225882 - | 2001 YS70                | 18 dicembre 2001 | LINEAR          |
| 225883 - | 2001 YH71                | 18 dicembre 2001 | LINEAR          |
| 225884 - | 2001 YN81                | 18 dicembre 2001 | LINEAR          |
| 225885 - | 2001 YY88                | 18 dicembre 2001 | LINEAR          |
| 225886 - | 2001 YQ89                | 18 dicembre 2001 | LINEAR          |
| 225887 - | 2001 YP108               | 18 dicembre 2001 | LINEAR          |
| 225888 - | 2001 YD111               | 18 dicembre 2001 | LONEOS          |
| 225889 - | 2001 YK115               | 17 dicembre 2001 | LINEAR          |
| 225890 - | 2001 YY115               | 17 dicembre 2001 | LINEAR          |
| 225891 - | 2001 YC116               | 17 dicembre 2001 | LINEAR          |
| 225892 - | 2001 YM123               | 17 dicembre 2001 | LINEAR          |
| 225893 - | 2001 YE127               | 17 dicembre 2001 | LINEAR          |
| 225894 - | 2001 YV145               | 18 dicembre 2001 | LINEAR          |
| 225895 - | 2001 YJ153               | 19 dicembre 2001 | LONEOS          |
| 225896 - | 2001 YG154               | 19 dicembre 2001 | NEAT            |
| 225897 - | 2001 YH155               | 20 dicembre 2001 | NEAT            |
| 225898 - | 2002 AA1                 | 6 gennaio 2002   | Tucker, R. A.   |
| 225899 - | 2002 AS2                 | 6 gennaio 2002   | LINEAR          |
| 225900 - | 2002 AF3                 | 7 gennaio 2002   | LINEAR          |

## 225901-226000
| Nome                  | Designazione provvisoria | Data di scoperta | Scopritore      |
| --------------------- | ------------------------ | ---------------- | --------------- |
| 225901 -              | 2002 AR16                | 4 gennaio 2002   | NEAT            |
| 225902 -              | 2002 AF22                | 9 gennaio 2002   | LINEAR          |
| 225903 -              | 2002 AH24                | 8 gennaio 2002   | NEAT            |
| 225904 -              | 2002 AN25                | 8 gennaio 2002   | NEAT            |
| 225905 -              | 2002 AW29                | 8 gennaio 2002   | LINEAR          |
| 225906 -              | 2002 AO36                | 9 gennaio 2002   | LINEAR          |
| 225907 -              | 2002 AX39                | 9 gennaio 2002   | LINEAR          |
| 225908 -              | 2002 AC47                | 9 gennaio 2002   | LINEAR          |
| 225909 -              | 2002 AM51                | 9 gennaio 2002   | LINEAR          |
| 225910 -              | 2002 AS55                | 9 gennaio 2002   | LINEAR          |
| 225911 -              | 2002 AA56                | 9 gennaio 2002   | LINEAR          |
| 225912 -              | 2002 AW63                | 11 gennaio 2002  | LINEAR          |
| 225913 -              | 2002 AM73                | 8 gennaio 2002   | LINEAR          |
| 225914 -              | 2002 AR80                | 8 gennaio 2002   | LINEAR          |
| 225915 -              | 2002 AA85                | 9 gennaio 2002   | LINEAR          |
| 225916 -              | 2002 AX86                | 9 gennaio 2002   | LINEAR          |
| 225917 -              | 2002 AR88                | 9 gennaio 2002   | LINEAR          |
| 225918 -              | 2002 AZ96                | 8 gennaio 2002   | LINEAR          |
| 225919 -              | 2002 AL102               | 8 gennaio 2002   | LINEAR          |
| 225920 -              | 2002 AE105               | 9 gennaio 2002   | LINEAR          |
| 225921 -              | 2002 AE106               | 9 gennaio 2002   | LINEAR          |
| 225922 -              | 2002 AH107               | 9 gennaio 2002   | LINEAR          |
| 225923 -              | 2002 AK109               | 9 gennaio 2002   | LINEAR          |
| 225924 -              | 2002 AE116               | 9 gennaio 2002   | LINEAR          |
| 225925 -              | 2002 AG131               | 12 gennaio 2002  | NEAT            |
| 225926 -              | 2002 AL137               | 9 gennaio 2002   | LINEAR          |
| 225927 -              | 2002 AU138               | 9 gennaio 2002   | LINEAR          |
| 225928 -              | 2002 AM140               | 13 gennaio 2002  | LINEAR          |
| 225929 -              | 2002 AQ144               | 13 gennaio 2002  | LINEAR          |
| 225930 -              | 2002 AL161               | 13 gennaio 2002  | LINEAR          |
| 225931 -              | 2002 AS170               | 14 gennaio 2002  | LINEAR          |
| 225932 -              | 2002 AT170               | 14 gennaio 2002  | LINEAR          |
| 225933 -              | 2002 AJ171               | 14 gennaio 2002  | LINEAR          |
| 225934 -              | 2002 AT175               | 14 gennaio 2002  | LINEAR          |
| 225935 -              | 2002 AV175               | 14 gennaio 2002  | LINEAR          |
| 225936 -              | 2002 AT176               | 14 gennaio 2002  | LINEAR          |
| 225937 -              | 2002 AA180               | 6 gennaio 2002   | LINEAR          |
| 225938 -              | 2002 AV184               | 8 gennaio 2002   | NEAT            |
| 225939 -              | 2002 AH185               | 8 gennaio 2002   | LINEAR          |
| 225940 -              | 2002 AE187               | 8 gennaio 2002   | LINEAR          |
| 225941 -              | 2002 AQ198               | 11 gennaio 2002  | LONEOS          |
| 225942 -              | 2002 AK202               | 13 gennaio 2002  | LINEAR          |
| 225943 -              | 2002 AM203               | 8 gennaio 2002   | Spacewatch      |
| 225944 -              | 2002 BX3                 | 18 gennaio 2002  | LONEOS          |
| 225945 -              | 2002 BE21                | 25 gennaio 2002  | LINEAR          |
| 225946 -              | 2002 BT23                | 23 gennaio 2002  | LINEAR          |
| 225947 -              | 2002 BN27                | 20 gennaio 2002  | LONEOS          |
| 225948 -              | 2002 BJ29                | 20 gennaio 2002  | LONEOS          |
| 225949 -              | 2002 BT29                | 21 gennaio 2002  | LONEOS          |
| 225950 -              | 2002 CC2                 | 3 febbraio 2002  | NEAT            |
| 225951 -              | 2002 CF5                 | 4 febbraio 2002  | NEAT            |
| 225952 -              | 2002 CO5                 | 4 febbraio 2002  | NEAT            |
| 225953 -              | 2002 CK24                | 6 febbraio 2002  | NEAT            |
| 225954 -              | 2002 CD27                | 6 febbraio 2002  | LINEAR          |
| 225955 -              | 2002 CK27                | 6 febbraio 2002  | LINEAR          |
| 225956 -              | 2002 CG31                | 6 febbraio 2002  | LINEAR          |
| 225957 -              | 2002 CT33                | 6 febbraio 2002  | LINEAR          |
| 225958 -              | 2002 CL60                | 6 febbraio 2002  | LINEAR          |
| 225959 -              | 2002 CM62                | 6 febbraio 2002  | LINEAR          |
| 225960 -              | 2002 CY64                | 6 febbraio 2002  | LINEAR          |
| 225961 -              | 2002 CC71                | 7 febbraio 2002  | LINEAR          |
| 225962 -              | 2002 CN87                | 7 febbraio 2002  | LINEAR          |
| 225963 -              | 2002 CQ89                | 7 febbraio 2002  | LINEAR          |
| 225964 -              | 2002 CG96                | 7 febbraio 2002  | LINEAR          |
| 225965 -              | 2002 CM100               | 7 febbraio 2002  | LINEAR          |
| 225966 -              | 2002 CK104               | 7 febbraio 2002  | LINEAR          |
| 225967 -              | 2002 CS113               | 8 febbraio 2002  | LINEAR          |
| 225968 -              | 2002 CF116               | 12 febbraio 2002 | Yeung, W. K. Y. |
| 225969 -              | 2002 CJ116               | 11 febbraio 2002 | Bohyunsan       |
| 225970 -              | 2002 CD121               | 7 febbraio 2002  | LINEAR          |
| 225971 -              | 2002 CL135               | 8 febbraio 2002  | LINEAR          |
| 225972 -              | 2002 CB141               | 8 febbraio 2002  | LINEAR          |
| 225973 -              | 2002 CR142               | 9 febbraio 2002  | LINEAR          |
| 225974 -              | 2002 CG160               | 8 febbraio 2002  | LINEAR          |
| 225975 -              | 2002 CW160               | 8 febbraio 2002  | LINEAR          |
| 225976 -              | 2002 CU164               | 8 febbraio 2002  | LINEAR          |
| 225977 -              | 2002 CP180               | 10 febbraio 2002 | LINEAR          |
| 225978 -              | 2002 CF186               | 10 febbraio 2002 | LINEAR          |
| 225979 -              | 2002 CP189               | 10 febbraio 2002 | LINEAR          |
| 225980 -              | 2002 CL196               | 10 febbraio 2002 | LINEAR          |
| 225981 -              | 2002 CQ215               | 10 febbraio 2002 | LINEAR          |
| 225982 -              | 2002 CR222               | 11 febbraio 2002 | LINEAR          |
| 225983 -              | 2002 CH225               | 15 febbraio 2002 | Bickel, W.      |
| 225984 -              | 2002 CJ228               | 6 febbraio 2002  | NEAT            |
| 225985 -              | 2002 CP235               | 8 febbraio 2002  | LINEAR          |
| 225986 -              | 2002 CY237               | 11 febbraio 2002 | LINEAR          |
| 225987 -              | 2002 CT251               | 3 febbraio 2002  | LONEOS          |
| 225988 -              | 2002 CC254               | 5 febbraio 2002  | NEAT            |
| 225989 -              | 2002 CE259               | 6 febbraio 2002  | LONEOS          |
| 225990 -              | 2002 CM259               | 6 febbraio 2002  | NEAT            |
| 225991 Francoisforget | 2002 CK261               | 7 febbraio 2002  | Buie, M. W.     |
| 225992 -              | 2002 CL289               | 10 febbraio 2002 | LINEAR          |
| 225993 -              | 2002 CF309               | 10 febbraio 2002 | LINEAR          |
| 225994 -              | 2002 CF310               | 6 febbraio 2002  | NEAT            |
| 225995 -              | 2002 DS                  | 17 febbraio 2002 | Needville       |
| 225996 -              | 2002 DO6                 | 20 febbraio 2002 | Spacewatch      |
| 225997 -              | 2002 DO7                 | 19 febbraio 2002 | LINEAR          |
| 225998 -              | 2002 DA8                 | 19 febbraio 2002 | LINEAR          |
| 225999 -              | 2002 DU8                 | 19 febbraio 2002 | LINEAR          |
| 226000 -              | 2002 DK11                | 20 febbraio 2002 | LINEAR          |